# 艾莫·拉赫蒂
艾莫·約翰內斯·拉赫蒂（芬蘭語：Aimo Johannes Lahti，1896年4月28日—1970年4月19日）是一位自學成材的芬蘭武器設計師。在他設計的50種武器中，最著名的是索米M1931衝鋒槍。他設計的其他著名武器包括拉赫蒂M26輕機槍、馬克沁M/32-33重機槍、拉赫蒂L-35手槍和拉赫蒂L-39反坦克步槍。拉赫蒂還設計了7.62 ITKK 31 VKT高射機槍和20 ITKK 40 VKT高射炮。
他的工作被認為在捍衛芬蘭獨立和增加對芬蘭國產武器可靠性的信任方面起了決定性作用。

## 生平

### 早年生活
拉赫蒂於1896年4月28日出生在維亞拉，父親是埃弗特·威廉波伊卡·拉赫蒂（Evert Wilhelminpoika Lahti），母親是伊达·索菲娅·卡勒蒂泰尔·维塔宁（Ida Sophia Kallentytär Viitanen）。他是五個男孩中最大的一個。他的童年既安全又有點野性。拉赫蒂並不喜歡上學，小學六年級後就離開了。他13歲時開始在維亞拉玻璃廠工作。同年，他用在工廠賺來的五馬克買了第一把武器伯丹步槍。拉赫蒂對來福槍的機械裝置非常著迷，他拜訪了當地的槍械工匠尤霍·塞泰里（Juho Säteri），並與他一起仔細檢查了這把武器。拉赫蒂拜訪了他好幾次，開始熟悉武器的機械裝置。1918年和1919年間，拉赫蒂在芬蘭中部的軍團服役。1919年10月20日，他與伊達·達格瑪·拉西拉（Ida Dagmar Lassila）結婚，並育有一子奧拉維·約翰內斯·拉赫蒂（Olavi Johannes Lahti）。奧拉維後來成為芬蘭空軍的飛行員，並於1944年去世。

### 芬蘭陸軍軍械大師
在鐵路工作之後，拉赫蒂於1921年加入芬蘭陸軍，成為一名軍械大師。他的這個決定是受到羅森霍尔姆上尉（Rosenholm）的影響。1922年，他在研究了有許多設計問題且昂貴的MP18衝鋒槍後，開始設計索米M1931衝鋒槍。新的設計是革命性的，因為可靠性、準確性和射速都非常出色。首批200支索米M1931衝鋒槍於1922年生產。原型製作完成後，他奉命在國防部的控制下工作，並設計一款輕機槍，最終成為拉赫蒂M26輕機槍。之後，他又改良了莫辛-納甘步槍，設計出M/27 "Pystykorva" "Spitz"，因其前衛與狗種的耳朵相似而得名。這支步槍後來配發給芬蘭軍隊，作為他們的服役步槍。
1932年，拉赫蒂與國防部簽署了兩份關於拉赫蒂收入和其他經濟利益的重要協議。這也讓政府有權使用和銷售他的設計。同年，他收到轉投一家美國武器公司的邀請。他得到一張三百萬馬克的支票，以及在美國生產的武器百分之五的佣金。同一天，軍工部改革了他的舊合約。拉赫蒂得到了更多的利益和他發明的權利，因此他不覺得搬到美國是一個更好的選擇。
拉赫蒂繼續設計武器，直到繼續戰爭結束，盟軍管制委員會詢問關於他所設計的30支失蹤突擊步槍和其他議題。該委員會禁止他再擔任武器設計師。他在50歲之後一直享受芬蘭陸軍少將的退休金，直到1970年在于韋斯屈萊去世，享年73歲。

## 備註
1. 1 2  Kärävä, Simo (2002), Aimo Lahti – Merkittävin asesuunnittelijamme 的存檔，存档日期2006-10-09. Veteraanien perintö Ry. Retrieved on 2006-11-14
2. 1 2  Liisa Ahokas. . AKAAN SEUTU. 12 July 2013  [2014-04-23]. （原始内容存档于2016-04-06）.
3. ↑  Vaajakallio 1970，第11頁
4. ↑  Vaajakallio 1970，第27–28頁
5. ↑  Vaajakallio 1970，第65頁
6. ↑  Vaajakallio 1970，第71–75頁
7. ↑  Vaajakallio 1970，第165–172頁
8. ↑  Vaajakallio 1970，第244–248頁

## 外部連結
- （芬蘭語） Yleisradio - Keksijäesittely: Aimo Lahti （页面存档备份，存于）